# Bob Denard
Robert (Bob) Denard (Grayan-et-l'Hôpital, 7 april 1929 – aldaar of Parijs, 13 oktober 2007) was een bekende Franse huurling, die betrokken was bij talrijke Afrikaanse conflicten en die op de Comoren vier staatsgrepen uitvoerde. Voor thrillerschrijver Frederick Forsyth was Denard de grote inspiratiebron bij het schrijven van zijn bestseller The Dogs of War (1974).

## Leven
Denard gebruikte diverse pseudoniemen en zou volgens sommige bronnen in werkelijkheid Gilbert Bourgeaud heten en in Bordeaux zijn geboren. Hij was een zoon van de Frans soldaat Léonce Denard, en ging zelf al op 16-jarige leeftijd in het leger. Denard was kwartiermeester bij de Franse mariniers in Indochina totdat hij betrokken raakte bij een vechtpartij in een bar in Saigon, en ontslagen werd. Ook was hij lid van de koloniale politie in Marokko van 1952 tot 1956. Daarna zat hij een jaar gevangen wegens een complot tegen premier Pierre Mendès France, die voorstander was van een onafhankelijk Marokko en door rechts Frankrijk werd gehaat wegens de aftocht uit Indochina. Vervolgens werkte hij voor de Franse geheime dienst tijdens de Algerijnse Oorlog.

In 1961 was hij korte tijd demonstrateur voor een bedrijf in huishoudelijke artikelen te Parijs.
Zijn carrière als huurling begon hij in Katanga, waarschijnlijk in december 1961. Denard noemde zich kolonel en voerde een groepje huurlingen aan dat, wegens de niets en niemand ontziende strijdmethoden, 'Les Affreux' werd genoemd, de Verschrikkelijken.

## Comoren
Nadat het bewind van Moïse Tshombe was gevallen, vluchtte de groep naar Portugees Angola. Denard was daarna betrokken bij conflicten of staatsgrepen in Zimbabwe, Jemen, Iran, Nigeria, Benin (1977), Angola, Zaïre en een serie staatsgrepen op de Comoren. In dit laatste land was hij hoofd van de presidentiële garde, wat hem niet belette in 1975 het regime van president Ahmed Abdallah omver te werpen ten faveure van Ali Soilih, die hij in 1978 afzette om Ahmed Abdallah weer te installeren. In 1995 keerde hij onverwacht op de Comoren terug. Hij zette president Mohammed Djohar af en verving deze door de oppositieleiders Mohammed Taki en Saïd-Ali Kemal.
Meestal werden de acties van Denard achter de schermen gesteund door de Franse geheime dienst. Op instigatie van de presidentiële adviseur Jacques Foccart was Frankrijk bereid door militair ingrijpen in het voormalige Franse koloniale rijk, om een welgevallig regime te steunen of een onwelgevallig regime omver te werpen. In zijn boek Corsaire de la République (1998) presenteert Denard zich als de sterke arm van de Franse overheid, die het Frankrijk mogelijk maakte in Afrika te reageren zonder directe betrokkenheid.

## Veroordelingen
Wegens zijn betrokkenheid bij Opération Crevette, een couppoging in Benin op 16 januari 1977, werd Denard in 1993 in Frankrijk tot vijf jaar voorwaardelijk veroordeeld.
In juni 2006 werd Denard, die destijds al aan de ziekte van Alzheimer leed, alsnog veroordeeld voor zijn betrokkenheid bij een staatsgreep op de Comoren. Omdat de Franse autoriteiten ervan op de hoogte waren dat de staatsgreep zou worden gepleegd werd hem geen straf opgelegd. In hoger beroep werd hij in juli 2007 echter tot vier jaar gevangenisstraf veroordeeld, waarvan drie jaar voorwaardelijk.

## Overlijden
Op 14 oktober 2007 maakte Denards zuster zijn dood bekend. Ze bleef evenwel vaag over de omstandigheden en de plaats van overlijden. Zowel Denards geboortedorp als Parijs worden genoemd.
Denard, die op 78-jarige leeftijd overleed, had acht kinderen uit zeven polygame huwelijken.